# Junior Stanislas
Felix Junior Stanislas (London, 1989. november 26. –) angol labdarúgó, aki jelenleg a Bournemouth-ban játszik, középpályásként.

## Pályafutása

### West Ham United
Stanislas 2000-ben, 10 évesen került a West Ham United ifiakadémiájára. Az isi- és a tartalékcsapatnak is állandó tagjává vált, majd 2008-ban hat hónapra kölcsönben a Southend Unitedhez igazolt.
2008. november 29-én, egy Luton Town ellen FA Kupa-meccsen mutatkozott be a csapatban. Két gólt lőtt, a végeredmény 3-1 lett. 2009. január 19-én tért vissza a West Hamhez, a Southend színeiben minden sorozatot egybevéve kilencszer játszott és három gólt szerzett. A Kalapácsosoknál március 16-án, egy bajnokin debütált, amikor csereként váltotta Saviót. Április 4-én, a Sunderland ellen kezdőként lépett pályára és gólt is szerzett.
Öt nappal később egy új, 2013-ig szóló szerződést írt alá a West Hammel. 2009. május 24-én gólt lőtt a Middlesbrough-nak, csapata 2-1-re győzött, a Boro pedig kiesett a másodosztályba.

## Válogatott
Stanislas az U19-es és az U20-as angol válogatottnak is tagja.

## Külső hivatkozások
- Junior Stanislas pályafutásának statisztikái a Soccerbase oldalon (angolul)

- Junior Stanislas adatlapja a West Ham United honlapján